# The Thing Which Solomon Overlooked
The Thing Which Solomon Overlooked è un album in studio del gruppo musicale giapponese Boris, pubblicato nel 2004.

## Tracce
1. Feedbacker – 10:52
2. A Bao A Qu – 7:58
3. The Dead Angle Which It Continues Showing – 20:00

## Formazione

### Gruppo
- Takeshi – voce, basso, chitarra
- Wata – chitarra, voce
- Atsuo – batteria, voce